# Silivaș, Cluj

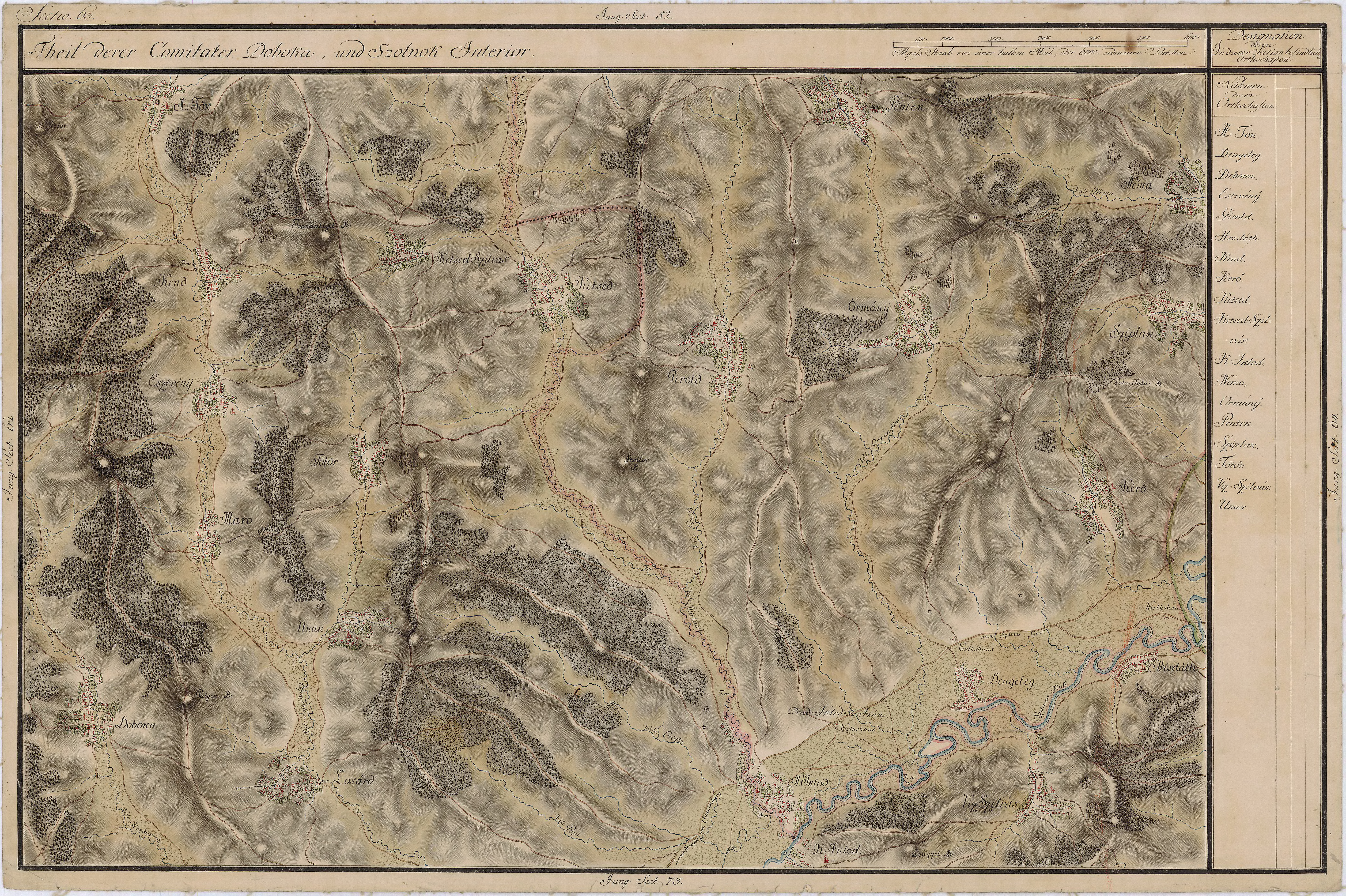
Silivaș pe Harta Iosefină a Transilvaniei, 1769-1773

Silivaș (în maghiară Vízszilvás, Vasasszilvás, Szentivánszilvás, Szilvás, Szászszilvás, în trad. "Silivașu Săsesc") este o localitate componentă a municipiului Gherla din județul Cluj, Transilvania, România.

## Date geografice
Pe teritoriul acestei localități se găsesc izvoare sărate, saramura fiind întrebuințată din vechi timpuri de către localnici.

## Galerie de imagini

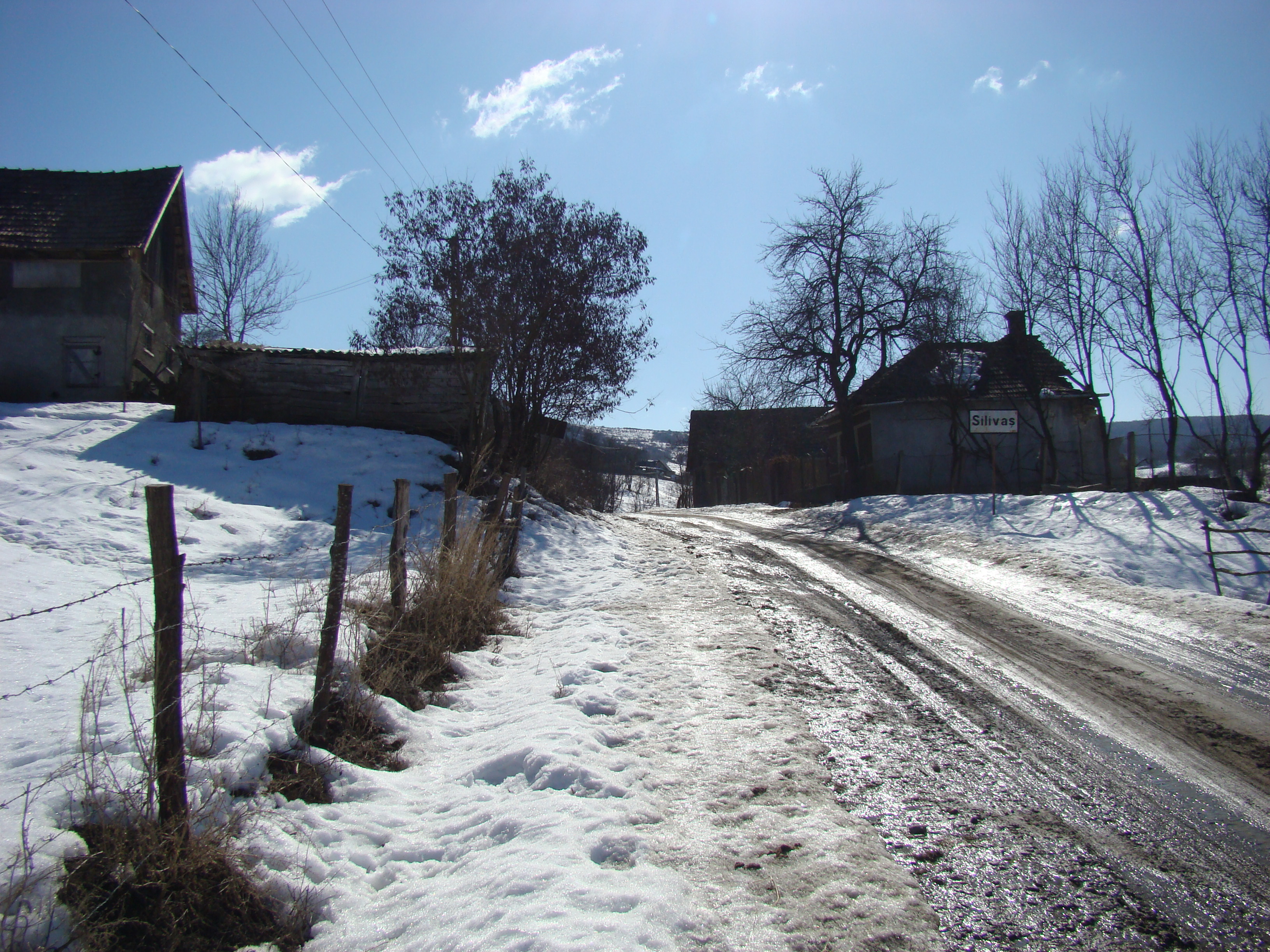
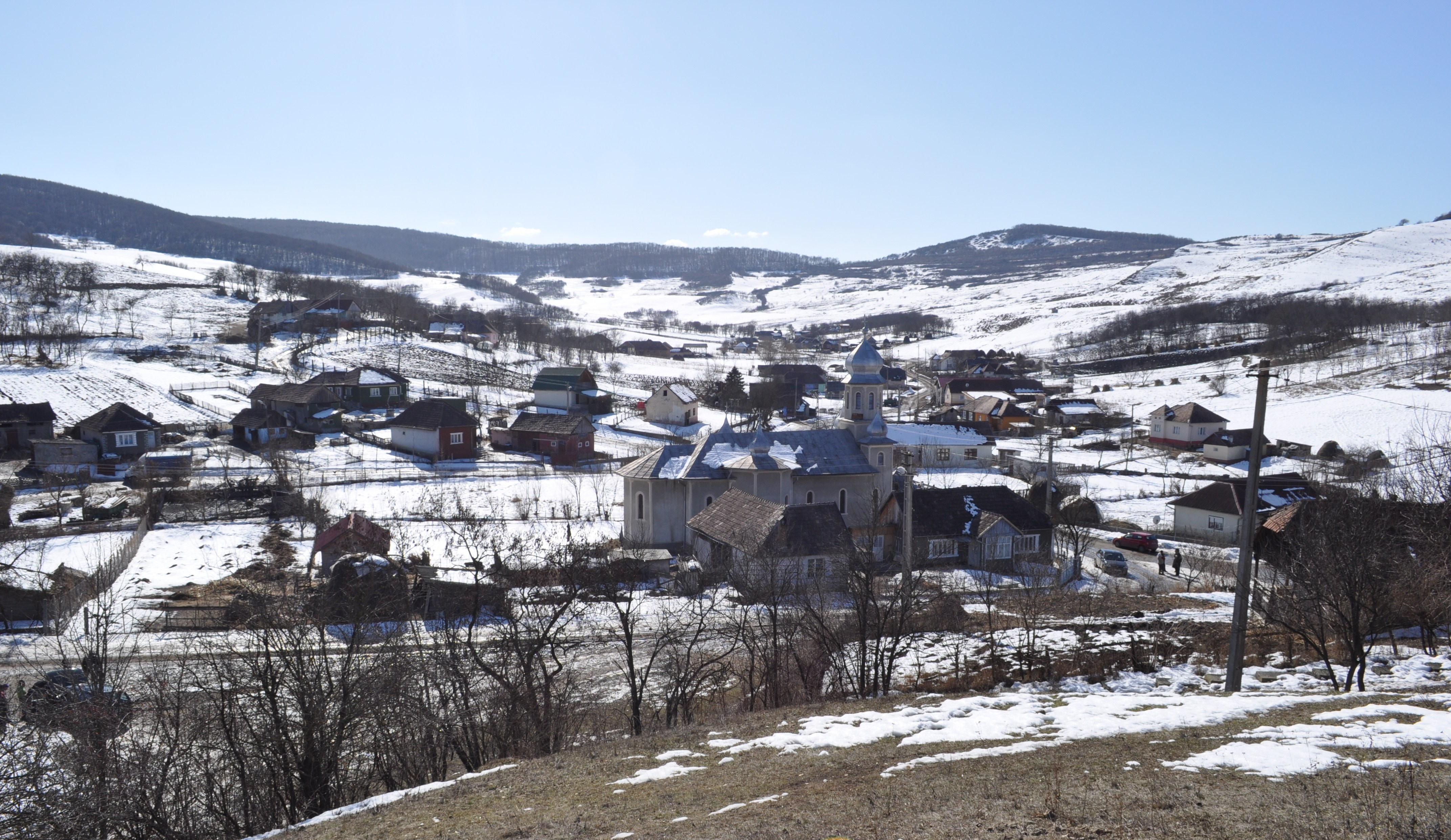
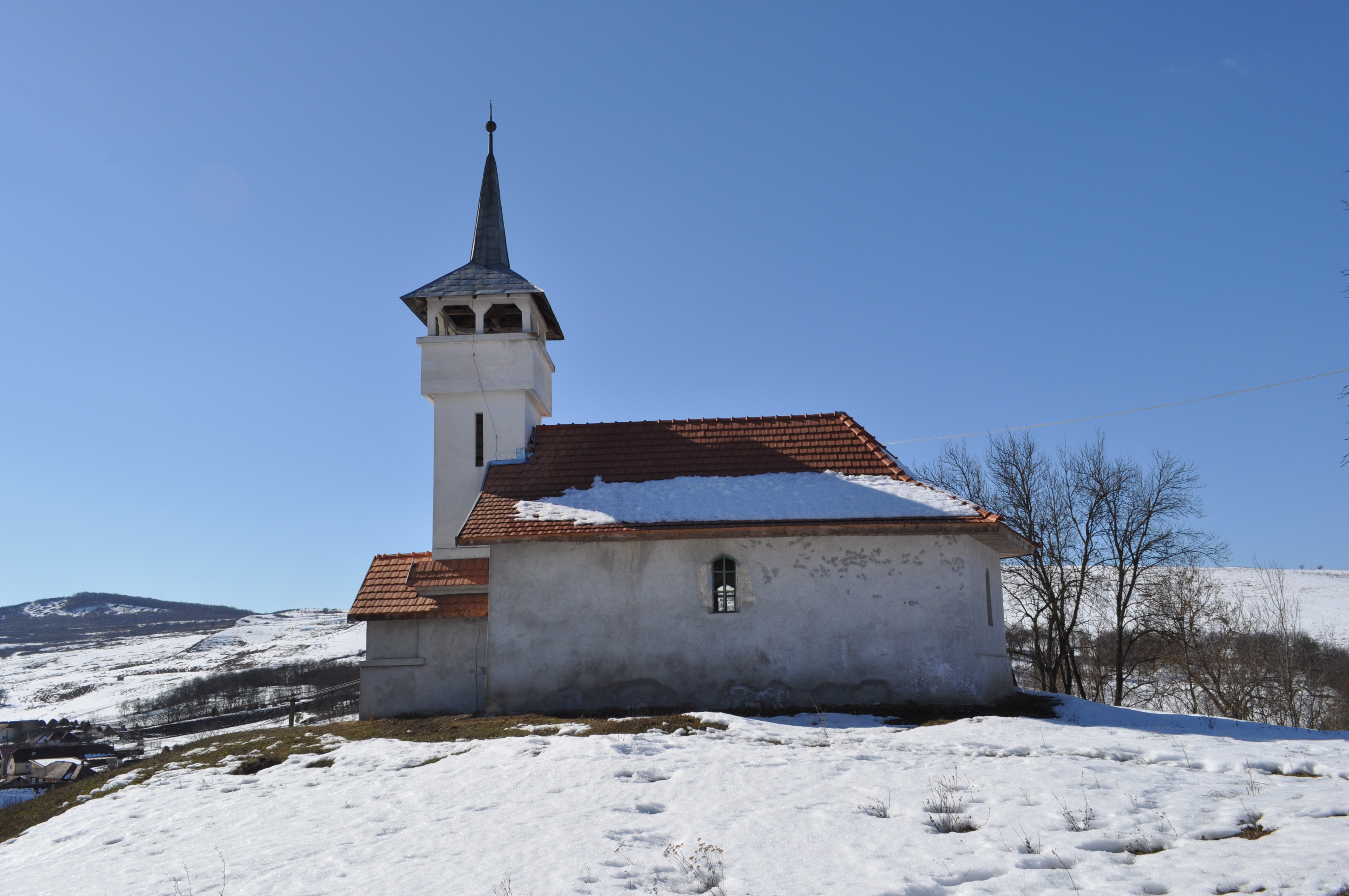
Biserica reformată (1876)
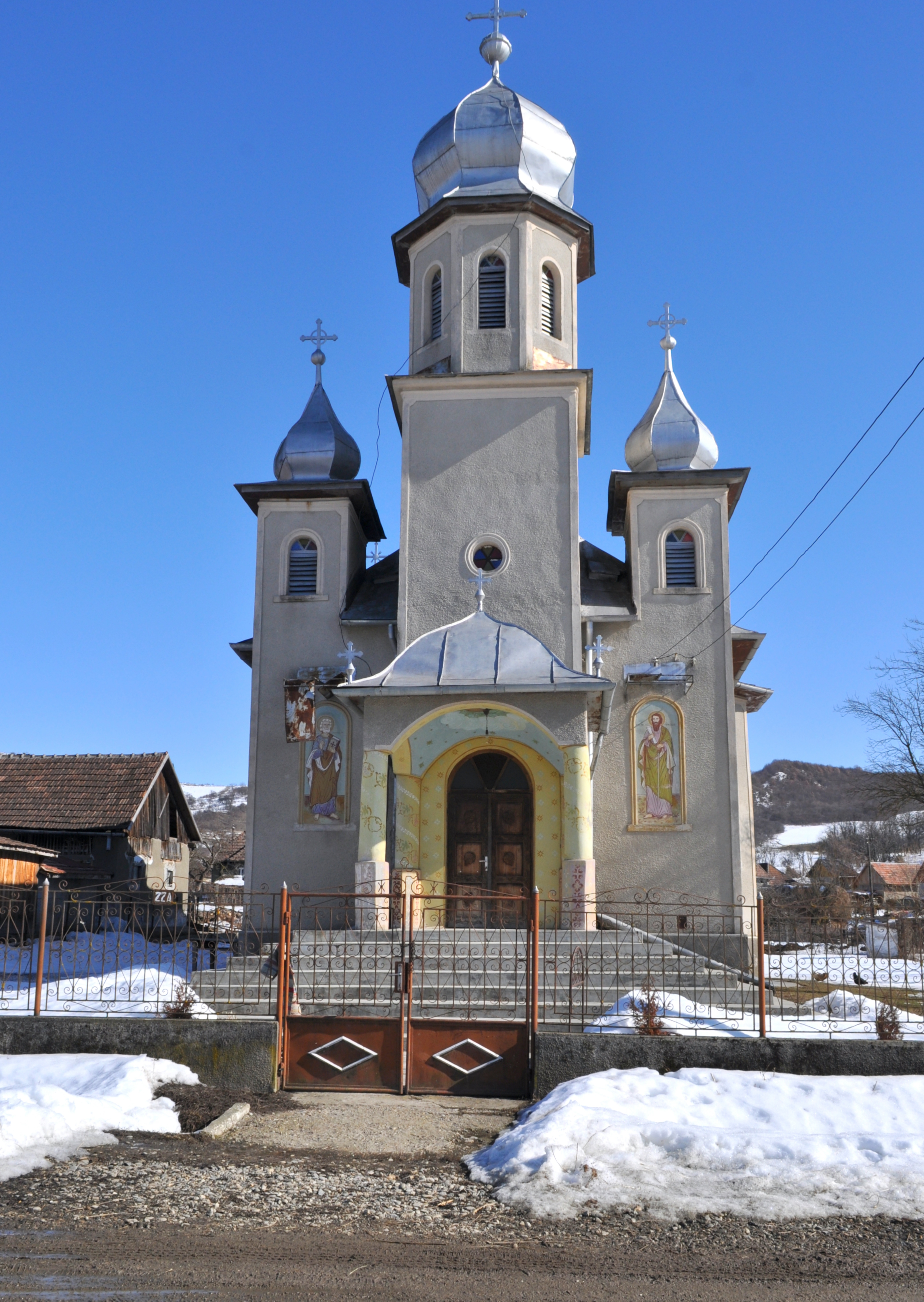
Biserica ortodoxă „Sfinții Apostoli Petru și Pavel”
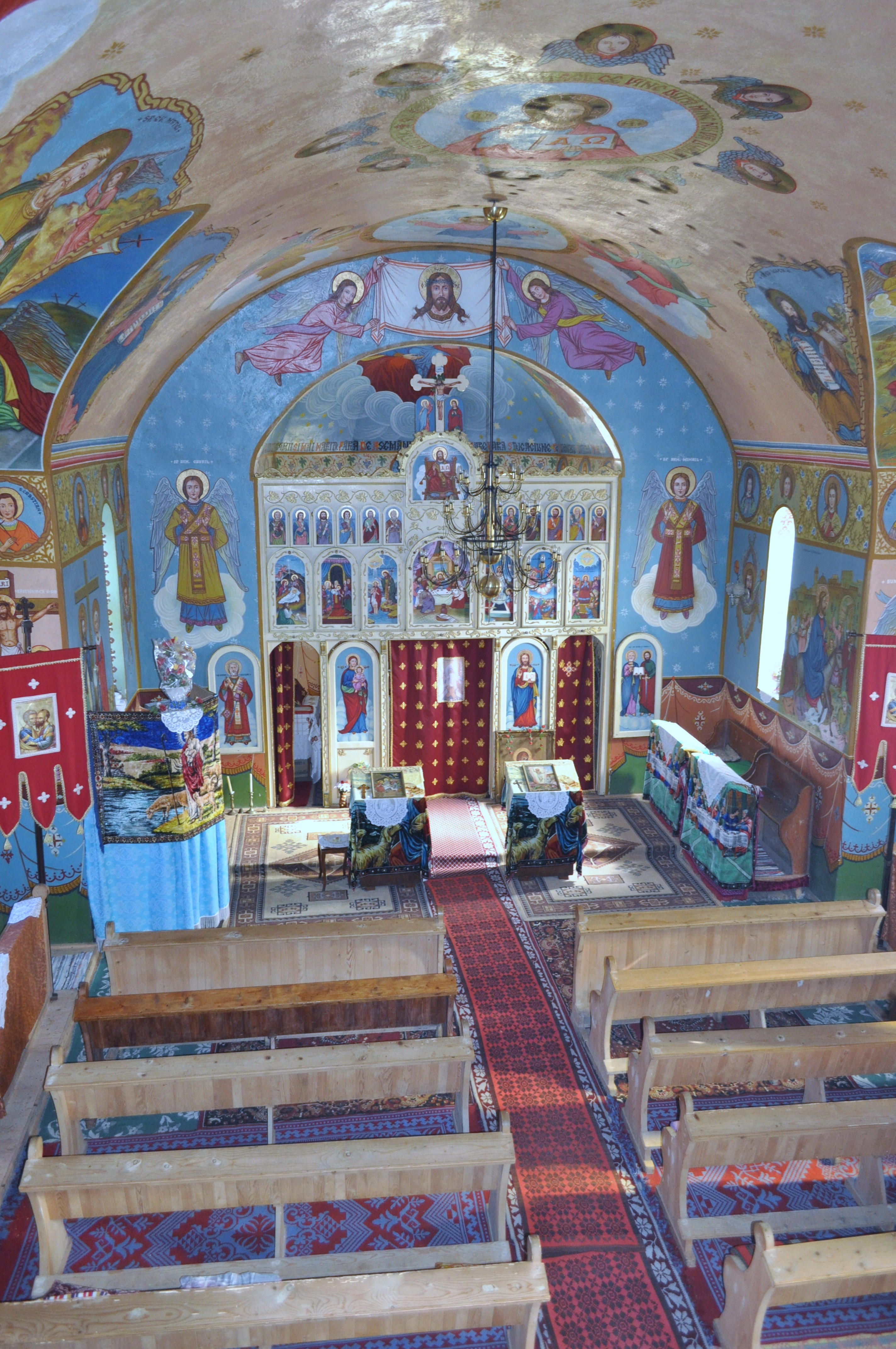
Biserica ortodoxă „Sfinții Apostoli Petru și Pavel”
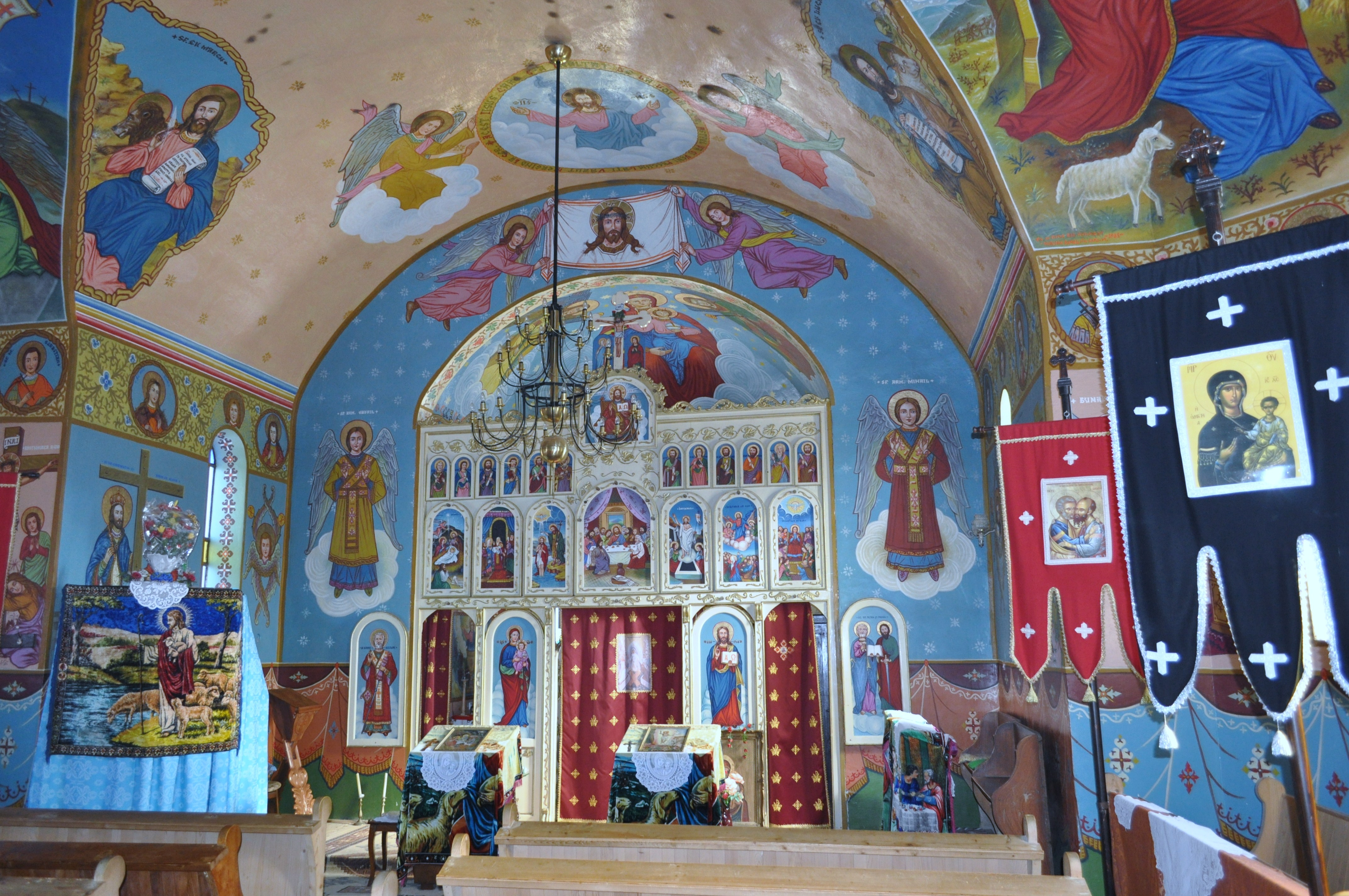
Biserica ortodoxă „Sfinții Apostoli Petru și Pavel”